# メトロタウン駅

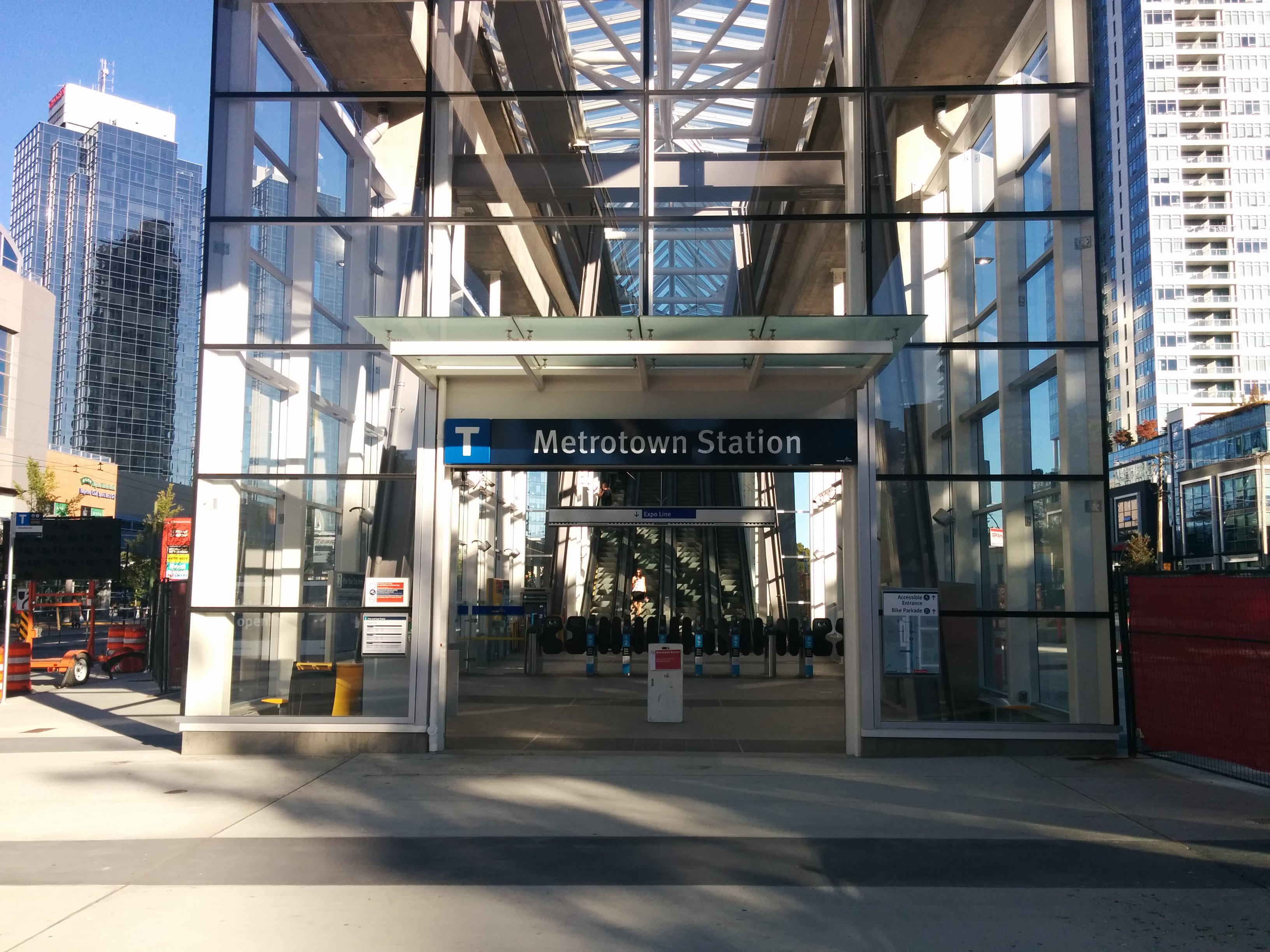
メトロタウン駅玄関

メトロタウン駅（英: Metrotown Station）は、カナダのブリティッシュコロンビア州南西部、バーナビーにあるスカイトレイン エキスポ・ラインの駅である。スカイトレインの最初の供用区間（現在のエキスポ・ラインの一部）の駅として、1985年に開業した。
カナダ第2位の規模を持つショッピングモール「メトロポリス・アット・メトロタウン」に直接通じており、スカイトレインの駅の中では2番目に利用者の多い駅である。

## 駅構造
島式1面2線の駅。高架ホームは1つのホームをエキスポラインが使用している。
| ホーム | 路線            | 行先                                        |
| ------ | --------------- | ------------------------------------------- |
| 1      | ■エキスポライン | ウォーターフロント駅方面                    |
| 2      | ■エキスポライン | プロダクション・ウェイ-ユニバーシティ駅方面 |
| 2      | ■エキスポライン | キング・ジョージ駅方面                      |

## 駅周辺
施設
- ヒルトン・バンクーバー・メトロタウン
- ザ・クリスタル・モール
- 駅広場
- バーナビー公共図書館
- メイウッド公園
- メトロ・スケート公園
- キニー公園

バス路線
メトロタウン駅は以下のように多くのバス路線が発着している。スカイトレインが運行しない深夜にはバス112が運行しており。
| ホーム | 路線                                                                              |
| ------ | --------------------------------------------------------------------------------- |
| 1      | 降車専用                                                                          |
| 2      | 19 系統 - スタンリー公園                                                          |
| 3      | 430 系統 - リッチモンド・ブリグハウス駅 (特急)                                    |
| 4      | 130 系統 - フィブズ・エクスチェンジ行 222 系統 - フィブズ・エクスチェンジ行(特急) |
| 5      | 119 系統 - エドモンズ駅 129 系統 - ホルドム駅 (特)                                |
| 6      | 144 系統 - SFU                                                                    |
| 7      | 31 系統 -川地区 112 系統 - ニュー・ウエストミンスター駅 (特)                      |
| 8      | 146 系統 - サンクレスト 147 系統 - エドモンズ駅                                   |
| 10     | 降車専用                                                                          |
| 11     | 49 系統 - UBC                                                                     |
| 12     | 116 系統 - エドモンズ駅                                                           |
| 13     | 110 系統 - ローヒード・タウンセンター駅                                           |

## 隣の駅
■ エキスポ・ライン
パターソン駅 - メトロタウン駅 - ロイヤルオーク駅